# Geografia del Trentino
La regione storico-geografica del Trentino corrisponde all'ente amministrativo della Provincia autonoma di Trento, l'area meridionale e sostanzialmente italianofona del Trentino-Alto Adige, nell'Italia nord-orientale.
Il Trentino presenta una superficie di 6212 km², delimitata da un perimetro che disegna un'area originale, paragonata dal geografo Cesare Battisti alla forma di una farfalla. L'area provinciale è compresa tra il 10° 30' e l'11° 50' di longitudine est e il 45° 40' e il 46° 30' di latitudine nord.
Il territorio trentino è pressoché totalmente montano, ad esclusione delle piccole aree pianeggianti situate nei fondovalle percorsi dai fiumi maggiori della Provincia. La distribuzione altimetrica del Trentino è compresa tra la quota più bassa rappresentata dal Lago di Garda (65 m s.l.m.) e la quota più alta raggiunta dal monte Cevedale (3764 m s.l.m.)

## Breve inquadramento geologico
Le catene del Trentino-Alto Adige sono costituite da rocce di vario tipo, testimonianza dei diversi processi litogenetici di cui sono state protagoniste. La maggior parte delle rocce del Trentino-Alto Adige sono databili all'era Terziaria. L'originale assetto è stato profondamente modificato dai fenomeni esogeni tipici dell'area alpina. Le glaciazioni hanno inciso i fianchi delle montagne, modellandone valli glaciali.
Nel Trentino occidentale il gruppo dell'Adamello-Presanella è costituito da rocce vulcaniche intrusive, mentre a nord del torrente Noce la sezione meridionale del gruppo Ortles-Cevedale.
Una vasta fascia calcarea si estende nella sezione centrale della Provincia, che copre l'area ad ovest del fiume Adige e i rilievi situati a est del fiume, nel Trentino meridionale. In Val di Cembra e in Val di Fiemme si allunga la Piattaforma Porfirica Atesina, la più ampia area costituita da porfido d'Europa, che si estende da Merano a Passo Rolle.
Infine notevole varietà di forma e paesaggio caratterizzano i gruppi dolomitici del Trentino orientale, con campanili, pinnacoli e guglie.

## Geografia fisica
Situato nel versante meridionale della catena delle Alpi, il Trentino è una regione suddivisa in numerose valli. Il territorio è solcato da un unico fiume che scorre verticalmente da nord a sud, l'Adige, che convenzionalmente segna il confine tra le Alpi centrali e le Alpi orientali.

### Orografia

#### Gruppi montuosi
La Provincia è interessata dalla sezione occidentale delle Dolomiti, dalle vette e dai ghiacciai del Cevedale e dell'Adamello e da un'ampia serie di monti minori delle Prealpi.
Catene montuose delle Prealpi:

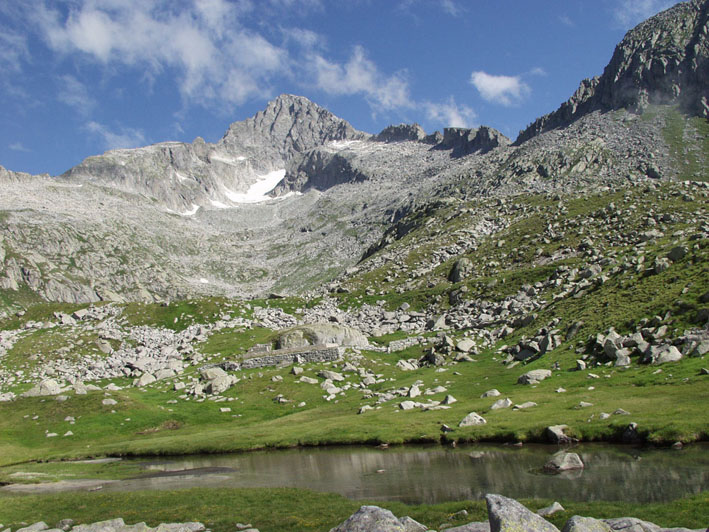
Cima Carè Alto, Gruppo dell'Adamello, vista dalla Val di San Valentino

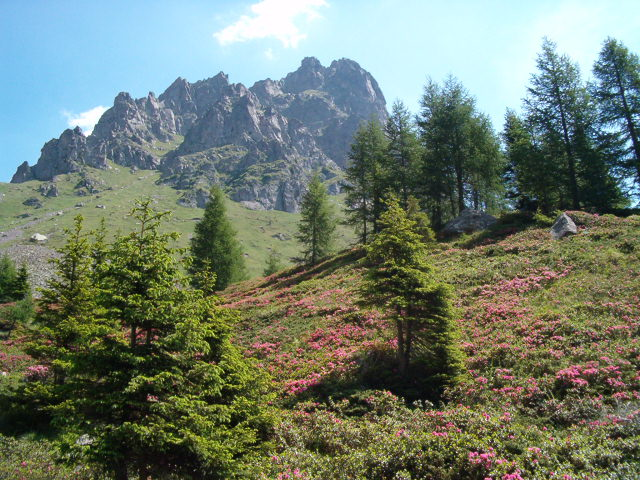
Il Monte Cauriol, nel Lagorai, visto dall'alta valle del Vanoi

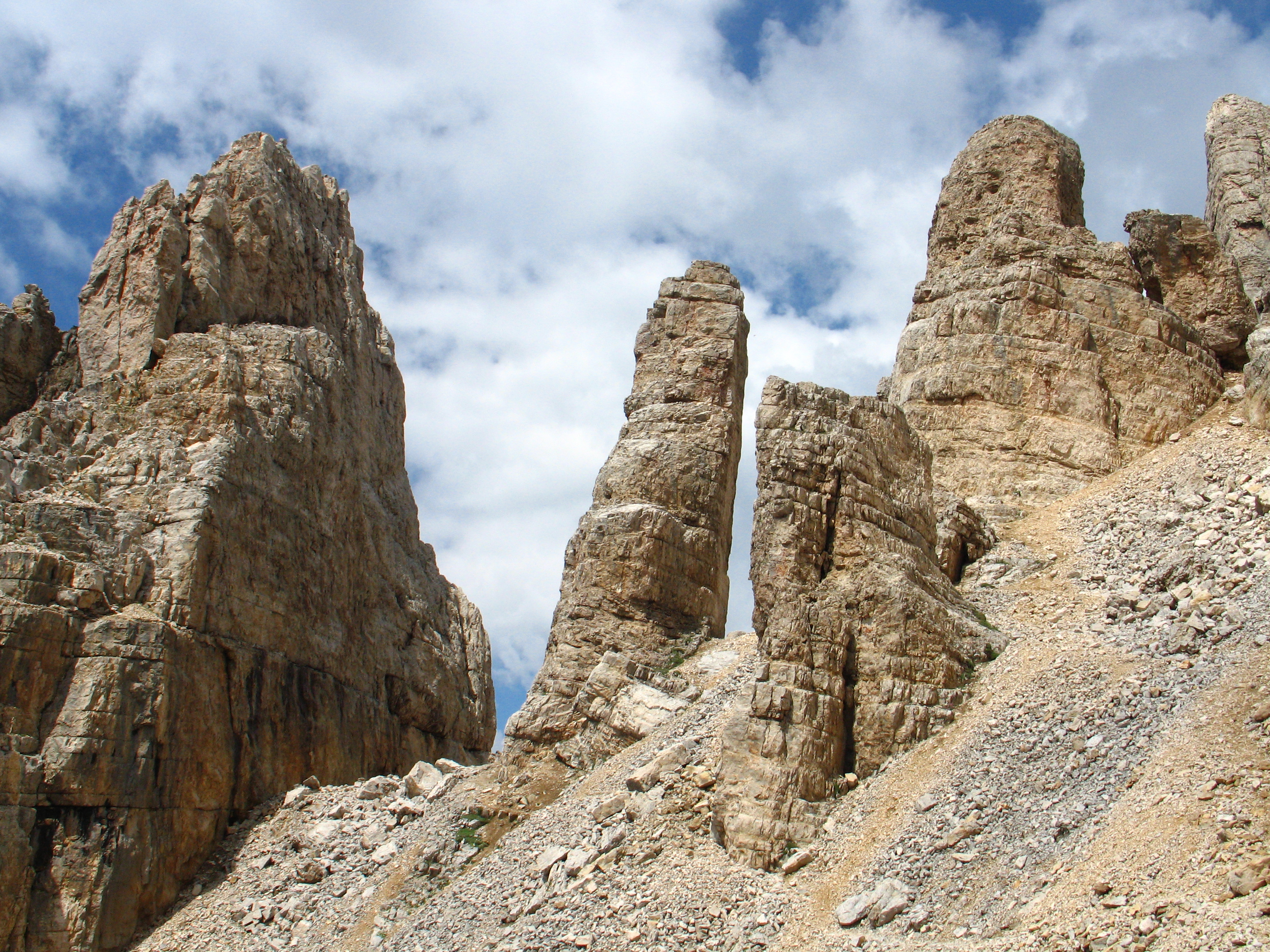
Le torri del Latemàr presso il Rifugio Torre di Pisa

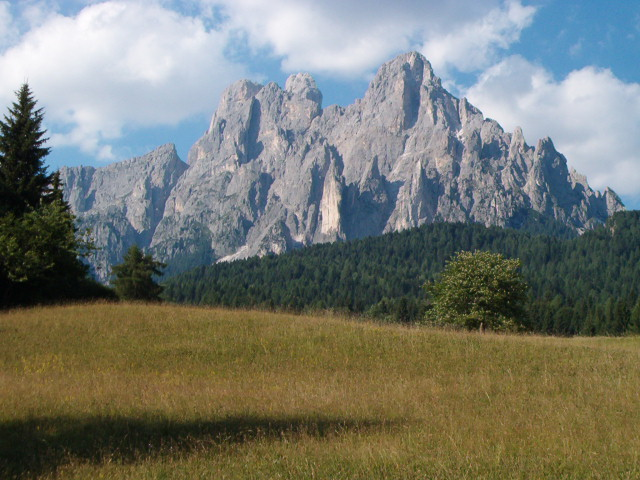
Le Pale di San Martino viste da Prati Poline (Primiero)

- Gruppo del Monte Baldo, catena posta tra il L. di Garda e la Valle dell'Adige, delimitata a nord dal P. S.Giovanni da dove prosegue verso sud e in Provincia di Verona, dove degrada in pianura;
- Piccole Dolomiti, montagne venete e trentine delle Prealpi che per frastagliatura e bellezza vengono paragonate alle Dolomiti maggiori. Si estendono dalla Vallarsa alla Val dei Ronchi; il settore principale è il gruppo del Carega;
- Gruppo del Pasubio, massiccio calcareo diviso tra Trentino e Veneto, è delimitato nel versante trentino dalle Valli di Terragnolo e Vallarsa.

Catene montuose del Trentino occidentale:
- Adamello-Presanella, gruppo caratterizzato da ghiacciai e vette piuttosto elevate; si estende in Val di Sole, Rendena, Giudicarie Interiori e parzialmente in Provincia di Brescia;
- Dolomiti di Brenta, unico gruppo di calcare dolomitico posto a occidente dell'Adige, delimitato a nord dalla Val di Sole, ad occidente dalla Val Rendena, a sud dai paesi del Bleggio;
- Cevedale, cima che assieme all'Ortles costituisce il settore più elevato dell'intero Trentino-Alto Adige, con ampi ghiacciai; i migliori accessi sono rappresentati dalla Valle di Peio e dalla Val di Rabbi;
- Paganella e Bondone, la Paganella è un piccolo altopiano compreso tra la Valle dell'Adige, la Valle dei Laghi, Andalo e Molveno; il Monte Bondone separa la Valle dell'Adige dalla bassa Valle del Sarca.

Catene montuose del Trentino orientale:
- Lagorai, catena di porfidi che si estende da Passo Rolle al Manghen, a cavallo di quattro valli: Fiemme, Vanoi, Valsugana, Val dei Mocheni;
- Gruppo di Cima d'Asta, gruppo di montagne dominate dal massiccio granito della Cima d'Asta, che svetta sul Vanoi, sull'altopiano del Tesino e sulla Bassa Valsugana
- Latemàr, gruppo dolomitico dalla forma circolare tra Trentino e Alto Adige, si caratterizza per le sue particolari architetture e sculture naturali;
- Gruppo del Catinaccio, sezione delle Dolomiti occidentali con alte pareti e torri slanciate situato in parte in Val di Fassa e in parte in Provincia di Bolzano;
- Marmolada, situata tra la Val di Fassa e la Valle del Cordevole è la vetta più alta delle Dolomiti, di cui vanta il maggior ghiacciaio;
- Gruppo del Sella, massiccio dolomitico suddiviso in tre province. Nel gruppo emerge la piramide del Piz Boè;
- Pale di San Martino, amplio complesso montuoso della Valle di Primiero con elevate crode che chiudono all'interno un altipiano pietroso. Alcuni sottogruppi della catena si estendono anche nel vicino Veneto.

#### Principali elevazioni
Lista delle cime più elevate suddivise per gruppo montuoso e area geografica:
| Cima                   | Altezza in m s.l.m. | Gruppo              |
| ---------------------- | ------------------- | ------------------- |
| Cima Cece              | 2 754               | Lagorai             |
| Monte Colbricon        | 2 602               | Lagorai             |
| Monte Cauriòl          | 2 494               | Lagorai             |
| Cima d'Asta            | 2 847               | Cima d'Asta         |
| Cimon Rava             | 2 436               | Cima d'Asta         |
| Cimon del Latemàr      | 2 846               | Latemàr             |
| Cima Tolomei           | 2 576               | Latemàr             |
| Catinaccio d'Antermoia | 3 002               | Catinaccio          |
| Cima Catinaccio        | 2 981               | Catinaccio          |
| Piz Boè                | 3 152               | Sella               |
| Sass Pordoi            | 2 950               | Sella               |
| Torri di Sella         | 2 533               | Sella               |
| Punta Penia            | 3 343               | Marmolada           |
| Gran Vernel            | 3 210               | Marmolada           |
| Sasso Vernale          | 3 058               | Marmolada           |
| Cima Ombretta          | 3 011               | Marmolada           |
| Cima dell'Uomo         | 3 010               | Marmolada           |
| Vezzana                | 3 192               | Pale di San Martino |
| Cimon della Pala       | 3 184               | Pale di San Martino |
| Cima Bureloni          | 3 130               | Pale di San Martino |
| Pala di San Martino    | 2 982               | Pale di San Martino |
| Cima Fradusta          | 2 939               | Pale di San Martino |

| Cima                    | Altezza in m s.l.m. | Gruppo           |
| ----------------------- | ------------------- | ---------------- |
| Cima di Val Dritta      | 2 218               | Monte Baldo      |
| Monte Altissimo di Nago | 2 078               | Monte Baldo      |
| Cima Carega             | 2 238               | Piccole Dolomiti |
| Cima Posta              | 2 215               | Piccole Dolomiti |
| Cima Palón              | 2 232               | Pasubio          |
| Roite                   | 2 144               | Pasubio          |
| Col Santo               | 2 112               | Pasubio          |

| Cima             | Altezza in m s.l.m. | Gruppo                  |
| ---------------- | ------------------- | ----------------------- |
| Carè Alto        | 3 462               | Gruppo dell'Adamello    |
| Corno di Cavento | 3 402               | Gruppo dell'Adamello    |
| Crozzon di Làres | 3 354               | Gruppo dell'Adamello    |
| Monte Folletto   | 3 338               | Gruppo dell'Adamello    |
| Cima Presanella  | 3 558               | Gruppo della Presanella |
| Cima Vermiglio   | 3 458               | Gruppo della Presanella |
| Cima Busazza     | 3 326               | Gruppo della Presanella |
| Cima d'Amola     | 3 269               | Gruppo della Presanella |
| Monte Cevedale   | 3 769               | Cevedale                |
| Palon de la Mare | 3 704               | Cevedale                |
| Monte Vioz       | 3 644               | Cevedale                |
| Cima Tosa        | 3 159               | Dolomiti di Brenta      |
| Cima Brenta      | 3 150               | Dolomiti di Brenta      |
| Cima d'Ambiéz    | 3 102               | Dolomiti di Brenta      |
| Torre di Brenta  | 3 014               | Dolomiti di Brenta      |
| Cornetto         | 2 180               | Bondone                 |
| Paganella        | 2 124               | Paganella               |

### Idrografia

#### Fiumi e bacini idrografici
Il Trentino presenta un'idrografia estremamente complessa. Il bacino principale della regione è l'Adige; ad occidente troviamo il bacino del Chiese e del Sarca; ad oriente quello dell'Avisio e del Brenta.
Principali bacini idrografici:
| Bacino           | Lunghezza | Estensione                  | Valli comprese                                     |
| ---------------- | --------- | --------------------------- | -------------------------------------------------- |
| Fiume Adige      | 72 km     | 9763 km² bacino complessivo | Valle dell'Adige, Vallagarina                      |
| Torrente Avisio  | 89 km     | 940 km²                     | Valle di Cembra, Val di Fiemme, Val di Fassa       |
| Fiume Brenta     | 38 km     | 709 km²                     | Valsugana                                          |
| Fiume Chiese     | 48 km     | 414 km²                     | Giudicarie Interiori                               |
| Torrente Cismon  | 28 km     | 663 km²                     | Valle di Primiero, Valle del Vanoi                 |
| Torrente Fersina | 29 km     | 182 km²                     | Valle dei Mocheni                                  |
| Torrente Noce    | 105 km    | 1370 km²                    | Val di Sole, Val di Rabbi, Val di Peio, Val di Non |
| Fiume Sarca      | 80 km     | 1291 km²                    | Valle del Sarca, Val Rendena, Giudicarie Esteriori |

#### Laghi

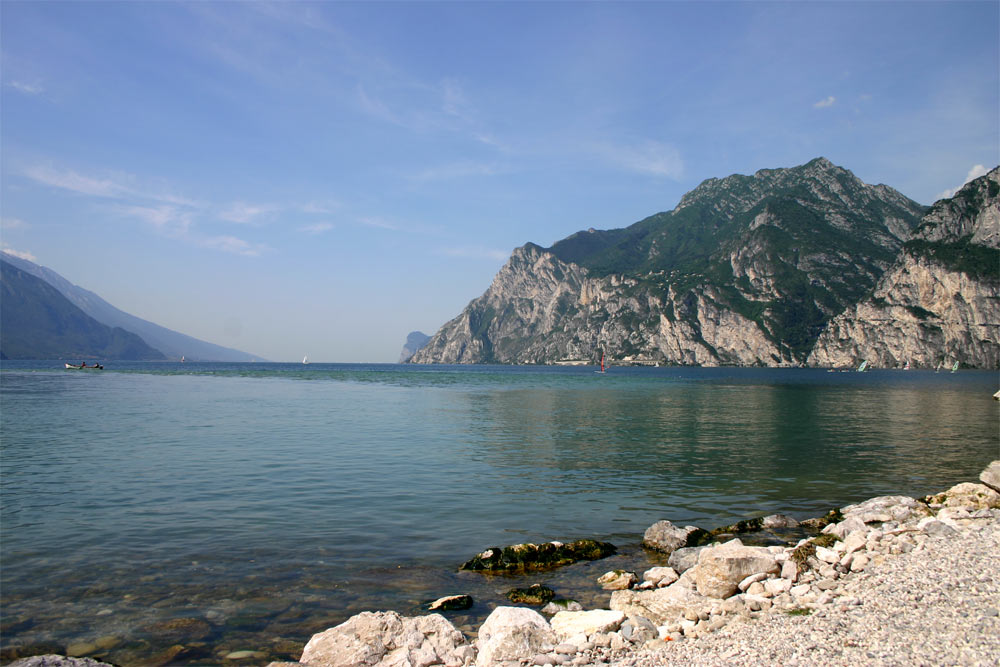
Il lago di Garda visto da Torbole

I laghi sono molto numerosi e rappresentano una delle presenze naturali più incisive del paesaggio alpino trentino. Gli specchi d'acqua della Provincia sono circa 300, dei quali quasi la totalità sono di piccole dimensioni. 
Gran parte dei laghi alpini del Trentino hanno avuto origine dal processo di glaciazione del Quaternario. In alta quota molto diffusi sono i laghi a circo, con la loro forma sostanzialmente circolare o ovale, formatasi dove la conformazione del terreno permetteva particolari ammassamenti nevosi. I laghi a circo in provincia di Trento sono ben 122, di cui la maggior parte ad una quota superiore ai 1900 m s.l.m.
I laghi di dimensione maggiore possono avere avuto origine da cause diverse: il lago di Garda ha un'origine glaciale e tettonica, mentre altri laghi hanno avuto origine da uno sbarramento franoso (Molveno, Tovel, Cavedine) o alluvionale (Caldonazzo, Serraia, Toblino, Levico). Un altro specchio d'acqua di dimensioni rilevanti (3480000 m²) è il lago di Santa Giustina, in Val di Non, che è stato però creato artificialmente.

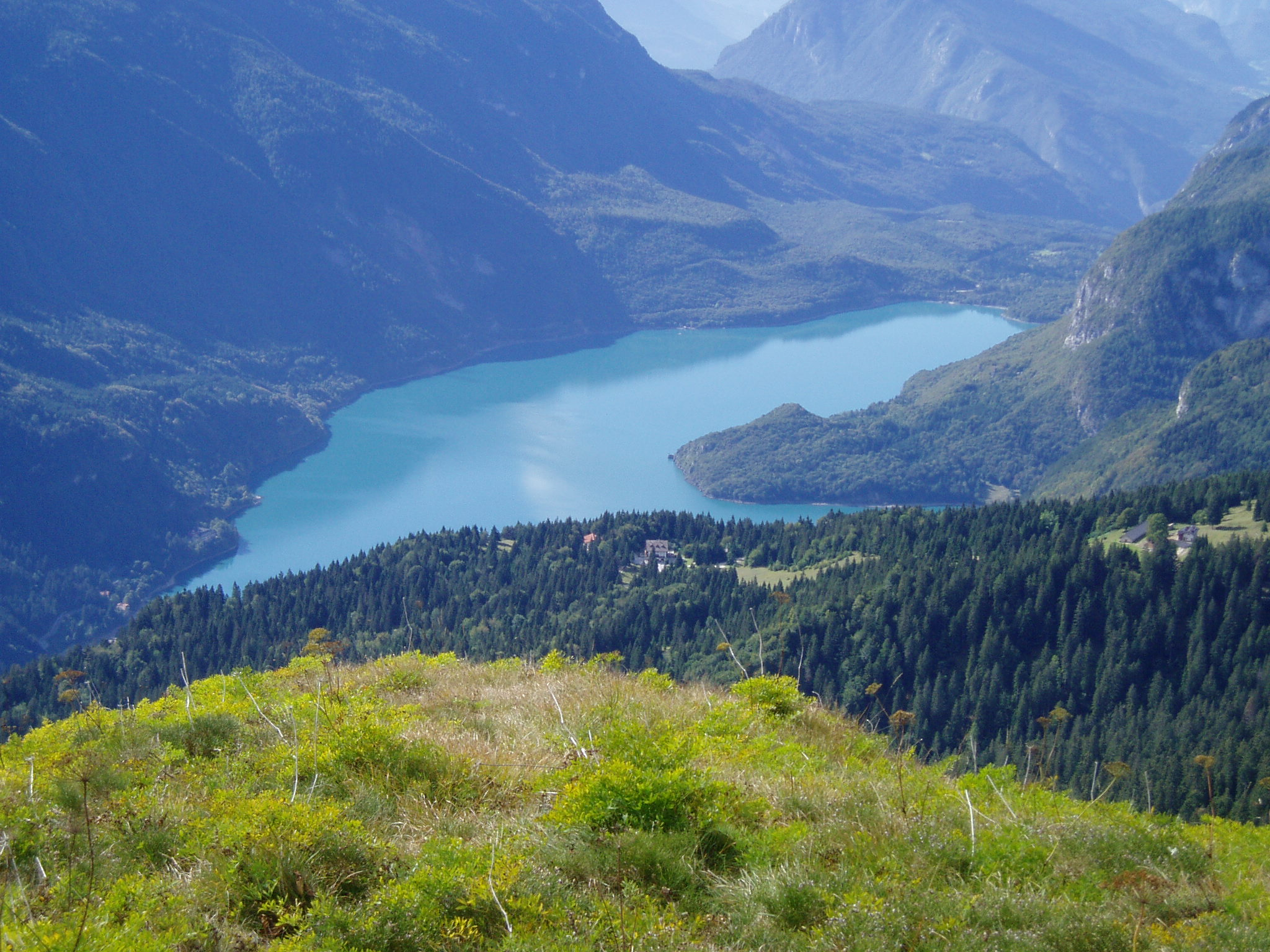
Il lago di Molveno

| Lago       | Estensione in m²          | Profondità massima in metri | Profondità media in metri |
| ---------- | ------------------------- | --------------------------- | ------------------------- |
| Garda      | 14 500 000 parte trentina | 350                         | 133                       |
| Caldonazzo | 5 620 000                 | 49                          | 27                        |
| Molveno    | 3 270 000                 | 124                         | 49                        |
| Ledro      | 2 177 000                 | 48                          | 35                        |
| Levico     | 1 161 000                 | 38                          | 11                        |
| Cavedine   | 1 010 000                 | 50                          | 24                        |
| Toblino    | 670 000                   | 14                          | 7                         |
| Serraia    | 452 000                   | 15                          | 6                         |
| Terlago    | 380 000                   | 11                          | 2                         |
| Tovel      | 380 000                   | 39                          | 21                        |

### Cavità naturali
Il Trentino è una terra che accoglie anche alcune grotte. Sicuramente la più famosa e grande (tanto da non essere ancora esplorata in tutte le sue parti è la grotta della Bigonda, con la sua vicina grotta Calgeron, che si trova in Valsugana. Altra grotta è la grotta di Patone, che si trova sopra ad Arco.

## Geografia umana
La conformazione orografica ha avuto profonde conseguenze nella distribuzione non uniforme della popolazione: la densità di popolazione più rilevante si riscontra infatti nei comprensori più bassi, come la Valle dell'Adige, la Vallagarina, l'Alta Valsugana e l'Alto Garda e Ledro, che presentano una densità superiore ai 100 ab./km².
| Fascia altimetrica | Percentuale di popolazione residente |
| ------------------ | ------------------------------------ |
| 0-250 m s.l.m.     | 49,5%                                |
| 250-500 m s.l.m.   | 12,3%                                |
| 500-750 m s.l.m.   | 19,3%                                |
| 750-1000 m s.l.m.  | 12,1%                                |
| 1000-2000 m s.l.m. | 6,8%                                 |

Le vallate più marcatamente alpine, che raggiungono altitudini più elevate, presentano un indice molto più basso di popolazione relativa (Val di Sole 25 ab./km², Primiero-Vanoi 24 ab./km², Val di Fassa 29 ab./km²).
L'asse centrale della Provincia, la dorsale Trento-Rovereto, rappresenta il baricentro del territorio trentino. Essa ha assunto una serie di funzioni economiche, sociali, commerciali formando una piccola rete urbana regionale, creando una dipendenza gerarchica nei confronti dei centri delle vallate laterali. A loro volta le singole valli, composte spesso da comuni e centri numericamente molto piccoli, hanno creato centri gerarchici di livello valligiano, assunti a questo ruolo per particolari fattori storici o di posizione geografica.
Il Trentino presenta solo due città che hanno svolto storicamente funzioni amministrative, culturali, di scambio e di servizi: Trento, civitas romana e Rovereto. Gli altri centri maggiori (con più di 5 000 abitanti) della Provincia sono: Riva del Garda, Pergine Valsugana, Arco, Ala, Levico, Cles, Borgo Valsugana, Mori, Mezzolombardo, Lavis.
L'attività dell'uomo ha modificato il paesaggio naturale trentino. Il paesaggio agricolo domina nelle fasce altimetriche più basse: esso si caratterizza per la presenza della vite, dei frutteti e dei terrazzamenti per le coltivazioni con muro a secco.

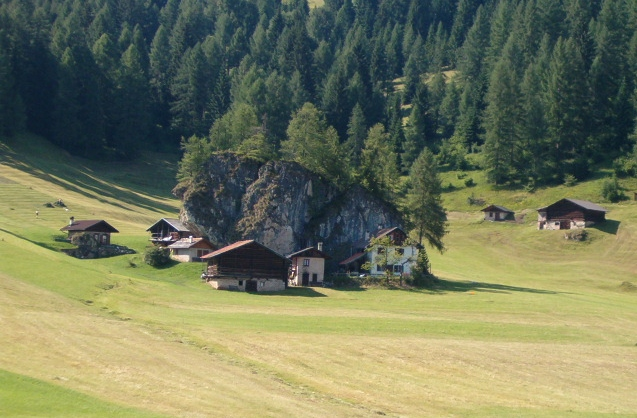
Masi di Prati Fosne in Val Canali

A una fascia più elevata domina il bosco (circa il 50% del Trentino è ricoperto da foreste), nelle quote più alte composto in prevalenza da conifere. Nella stessa fascia altimetrica, un'alternativa al paesaggio forestale è rappresentata dai prati a sfalcio, spesso caratterizzati da costruzioni agro-pastorali (masi, tabià/tobià/tabiadi, ca' da mont). Infine, al di sopra del limite della vegetazione arborea si estendono le zone del pascolo alpino, dove nei mesi estivi è praticata l'attività dell'alpeggio del bestiame in malga.

## Aree protette
Le aree protette coprono un territorio di 1030 km², pari al 17% del territorio provinciale.
Parchi:
- Parco Nazionale dello Stelvio (193,5 km² -parte trentina-)
- Parco Naturale Adamello-Brenta (618,6 km²)
- Parco Naturale Paneveggio-Pale di San Martino (191 km²)

Riserve naturali:
- Riserva naturale integrale delle Tre Cime del Monte Bondone (223 ha)
- Riserva naturale integrale Lastoni - Selva Pezzi (Cima Di Val Dritta) (439 ha)
- Riserva naturale guidata di Cornapiana (52 ha)
- Riserva naturale guidata di Campobrun (426 ha)
- Riserva naturale guidata della Scanuppia (529 ha)